# كيني واتسون
كيني واتسون (بالإنجليزية: Kenny Watson)‏ (5 يناير 1956 بأبردين في المملكة المتحدة - ) هو لاعب كرة قدم بريطاني في مركز الوسط. شارك مع منتخب اسكتلندا تحت 21 سنة لكرة القدم. أما مع النوادي، فقد لعب مع نادي بارتيك ثيسل ونادي رينجرز ونادي مونتروز لكرة القدم.

## وصلات خارجية
- كيني واتسون على موقع قاعدة بيانات كرة القدم.إي يو (الإنجليزية)